# Ammotheidae
Los ammoteidos (Ammotheidae) son una familia de artrópodos de la clase de los picnogónidos.

## Géneros
La familia Ammotheidae incluye los siguientes géneros:
- Achelia Hodge, 1864
- Acheliana Arnaud, 1971
- Ammothea Leach, 1814
- Ammothella Verrill, 1900
- Austroraptus Hodgson, 1907
- Biammothea Pushkin, 1993
- Cilunculus Loman, 1908
- Dromedopycnon Child, 1982
- Elassorhis Child, 1982
- Hedgpethius Child, 1974
- Hemichela Stock, 1954
- Megarhethus Child, 1982
- Nymphopsis Haswell, 1885
- Oorhynchus Hoek, 1881
- Paranymphon Caullery, 1896
- Proboehmia Stock, 1991
- Prototrygaeus Stock, 1975
- Scipiolus Loman, 1908
- Sericosura Fry & Hedgpeth, 1969
- Tanystylum Miers, 1879
- Trygaeus Dohrn, 1881
- Pariboea Philippi, 1843
- Pasithoe Goodsir, 1842